# Khertek Anchimaa-Toka
Khertek Amyrbitovna Anchimaa-Toka (en russe : Хертек Амырбитовна Анчимаа-Тока), née le 1er janvier 1912 et morte le 4 novembre 2008 est une femme politique soviétique qui a exercé les fonctions de présidente du Præsidium, le parlement du Tannou-Touva, alors État satellite de l'Union soviétique, entre 1940 et 1944. Elle est ainsi la première femme chef d'État de l'ère moderne (hors monarques),.

## Biographie

### Jeunesse
Khertek Anchimaa naît le 1er janvier 1912, dans la kojuun du Baï-Taïga, alors dans le Tannu Uriankhai (Mongolie-Extérieure en République de Chine), et dans ce qui est actuellement la république de Touva en fédération de Russie, près de l'actuel village de Kyzyl-Dag (ru). Elle est le troisième enfant d'une famille de paysans-chasseurs. Au printemps 1918, une épidémie de variole tue son père et l'une de ses sœurs, laissant à sa mère seule le soin d'Anchimaa et de ses quatre frères et sœurs. Pour s'en sortir, Anchimaa, âgée de 6 ans, est recueillie par une branche plus prospère de la famille.
Quelques mois avant sa naissance, la chute de la dynastie Qing conduit à la fin de la domination nominale chinoise sur la région et à la mise en place d'un État indépendant, dirigé par une noblesse mongole et touvaine. Un protectorat russe est établi sur le Touva en 1914 ; la région devient un champ de bataille pendant la Guerre civile russe après 1917, le contrôle de son territoire et de sa capitale Belotsarsk changeant plusieurs fois de mains entre l'Armée rouge et les forces contre-révolutionnaires. Ces dernières sont défaites en 1920 et la république populaire du Tannou-Touva est proclamée le 17 août 1921. Le nouveau gouvernement, soutenu par l'Union soviétique, accroît fortement l'éducation et, à une époque où peu de Touvains, particulièrement les femmes, sont alphabétisés, Anchimaa réussit à apprendre à lire et écrire en mongol. À 18 ans, elle est l'une des premières à lire le nouvel alphabet national touvain et est recrutée par l'État pour enseigner la langue en tant que membre de l'union des jeunes révolutionnaires, le Revsomol, la branche jeunesse du parti révolutionnaire du peuple touvain (PRPT), équivalent du Komsomol du parti communiste de l'Union soviétique.
Un an plus tard, Anchimaa commence à travailler comme secrétaire technique pour la kojuun (bannière) de Baroun-Khemtchik, aidant à superviser la production économique locale et à développer l'alphabétisation dans le district. Ses succès la portent à l'attention des dirigeants locaux : elle est admise au PRPT et, avec 70 autres personnes, à l'université communiste des travailleurs de l'Est à Moscou, un voyage de 5 000 km durant trois semaines (lorsque le comité de sélection à Kyzyl lui demande où est Moscou, Anchimaa aurait répondu qu'elle l'ignorait, mais que « si vous m'y envoyez, je saurai où c'est »). En plus de leurs études, les étudiants assistent à des conférences tenues par des personnalités politiques soviétiques ; sa rencontre avec Nadejda Kroupskaïa aurait fortement influencé Anchimaa. Bien qu'intégralement financées par l'État, les études s'avèrent difficiles pour les Touvains, au niveau d'éducation assez faible et contraints de rapidement parler couramment russe ; Anchimaa fait partie du groupe de onze étudiants touvains qui acquièrent le diplôme au bout du compte.

### Carrière politique
À son retour au Tannou-Touva en 1935, elle reçoit la confiance du PRPT, du fait de son éducation politique à Moscou et de sa formation communiste : elle est chargée de conduire la propagande du Revsomol. En 1938, elle devient directrice du jenotdel touvain (ministère du parti consacré aux affaires féminines) et présidente de la section féminine du comité central du PRPT.
Ses études à Moscou font qu'elle est absente du pays pendant l'apogée de la « révolution culturelle » touvaine au début des années 1930, pendant laquelle la noblesse locale et l'élite religieuse (les lamas et les monastères bouddhistes) se voient confisquer leur richesse et leur pouvoir. Les troupeaux et les cultures sont rapidement collectivisées selon le modèle soviétique ; ces réformes s'avèrent très impopulaires et seront graduellement inversées. 
Toutefois, l'ingérence soviétique dans les affaires locales est fréquente et le PRPT est régulièrement épuré pour assurer sa conformité a la ligne pronée par Moscou. Les purges de 1932 conduisent Salchak Toka, fervent stalinien, au poste de secrétaire du parti après l'exécution de son prédécesseur, Donduk Kuular. Les Grandes Purges ont également lieu à la fin des années 1930, le NKVD montant des opérations dans la république touvaine pour dénoncer les « opportunistes de droite », les « contre-révolutionnaires » et les « espions japonais », dont le président du conseil des ministres, Sat-Churmit Dazhy, et le président du Præsidium du Petit Khoural (le parlement du pays), Adyg-Tyulyush Khemchik-ool. En tant que cadre dirigeant du parti, Anchimaa participe à la cour spéciale chargée d'examiner ces accusations, qui déclare unanimement les neuf accusés coupables et les condamne à mort. Bien que petites en comparaison des autres purges soviétiques, ces épurations, combinées aux arrestations et exécutions menées par le NKVD, assurent une complète domination du PRPT par des staliniens alignés sur Moscou.
En avril 1940, Anchimaa devient présidente du præsidium du Petit Khoural, et donc cheffe d'État de la République populaire touvaine. Il s'agit alors de la première femme accédant au rang de chef d'État à l'époque moderne sans hériter du titre. Toutefois, le manque de reconnaissance diplomatique de la république, le peu d'information disponible sur elle en dehors de l'Union soviétique, l'opération Weserübung et l'imminente invasion de la France par l'Allemagne conduisent ce fait à être peu remarqué. Elle détient également le record de la femme cheffe d'État la plus longtemps en fonction (hors monarques) jusqu'à Vigdís Finnbogadóttir en 1985. En 1940, elle épouse le secrétaire général du PRPT, Salchak Toka. Elle conserve son nom de naissance (une pratique courante dans le milieu communiste et révolutionnaire) et ne le change qu'après la mort de son mari en 1973. Le mariage unit deux des personnalités politiques les plus importantes de la République touvaine ; Anchimaa et Toka dominent le paysage politique touvain pendant trois décennies.
En tant que présidente du præsidium, elle correspond grandement avec son homologue soviétique, Mikhaïl Kalinine. Son mandat coïncide avec l'ouverture du front de l'Est pendant la Seconde Guerre mondiale : elle tient un rôle prépondérant dans la mobilisation des ressources de la république pour aider l'Union soviétique contre l'invasion allemande. En deux ans, un régiment d'infanterie et un escadron de cavalerie touvains servent dans l'Armée rouge, et l'économie de la république est entièrement destinée à l'effort de guerre. Le Tannou-Touva s'oriente encore plus vers Moscou pendant la guerre, l'alphabet cyrillique remplaçant l'alphabet latin pour l'écriture du touvain, les pratiques sociales et économiques étant russifiées et toute opposition à la politique stalinienne étant éradiquée. Cette tendance culmine en 1944 avec une requête pour l'annexion de la république par l'Union soviétique, conduite par Toka et Anchimaa. Désirant acquérir les ressources minières de la république et mettre fin aux intrigues géopolitiques mongoles et chinoises sur la région, les Soviétiques accèdent à cette requête et l'État cesse formellement d'exister en octobre 1944.
Après cette date, le PRPT devient une branche locale du parti communiste de l'union soviétique (PCUS), que Salchak Toka continue à diriger. Anchimaa devient vice-présidente du comité exécutif de la branche touvaine du PCUS, conservant un rôle de premier plan dans les affaires sociales de Touva et continuant à travailler sur l'art et l'alphabétisation. En 1962, elle devient vice-présidente du conseil des ministres touvain, occupant la deuxième position dans le gouvernement soviétique touvain, responsable de la sécurité sociale, de la santé, de l'éducation, de la culture, des sports et de la propagande.
Elle prend sa retraite en 1972, acquiert le nom de famille « Anchimaa-Toka » après la mort de son mari en 1973 et mène une vie tranquille jusqu'à sa mort. Elle meurt le 4 novembre 2008, à 96 ans.